# Calle de la Alberca Vieja
La calle de la Alberca Vieja fue una vía pública de la ciudad española de Vitoria, actualmente en manos de particulares.

## Descripción
La vía, que también ha sido conocida como «callejón del Alberque Viejo» y «callejón Alberca Vieja», tiene el título actual desde finales del siglo XX. Todos los nombres hacen referencia a un depósito de aguas que había en las inmediaciones. Ahora en manos de particulares, se encuentra junto a la plaza de la Provincia. Fue parte de la calle de la Constitución. Aparece descrita en la Guía de Vitoria (1901) de José Colá y Goiti con las siguientes palabras:

Calle de la Alberca Vieja.—Nombre primitivo. Se le dió este título en 21 de agosto de 1867, y antes era parte de la calle de la Constitución. Principia en la calle de la Constitución y concluye en el Juego de Pelota.
(Colá y Goiti, 1901, p. 23)

A lo largo de los años, han tenido sede en la calle la Asociación Católica de Padres de Familia y el Sindicato Católico Femenino de la Sagrada Familia.